# Trojmezí Litva–Polsko–Rusko
Trojmezí Litva–Polsko–Rusko (litevsky Trikampis Lietuva-Lenkija-Rusija, polsky Trójstyk Litwa-Polska-Rosja, rusky Трёхсторонняя граница Литва-Польша-Россия) je trojmezí (společný bod) státních hranic Litvy (Marijampolský kraj), Polska (Podleské vojvodství a Varmijsko-mazurské vojvodství) a Ruska (Kaliningradská oblast). Polský název pro toto místo je Wisztyniec. Je to také populární turistický cíl, který se nachází západně od polské vesnice Bolcie patřící k vesnici Wiżajny v gmině Wiżajny v okrese Suwałki v Podleském vojvodství. Nejlepší přístup je z polské strany, kde je také parkoviště a krátká asfaltová cyklostezka a stezka. Z ruské strany není přístup vůbec povolen. Na místě se nachází kruhový sokl a vněm postavený žulový obelisk s nápisy v litevštině, polštině a ruštině.

## Galerie

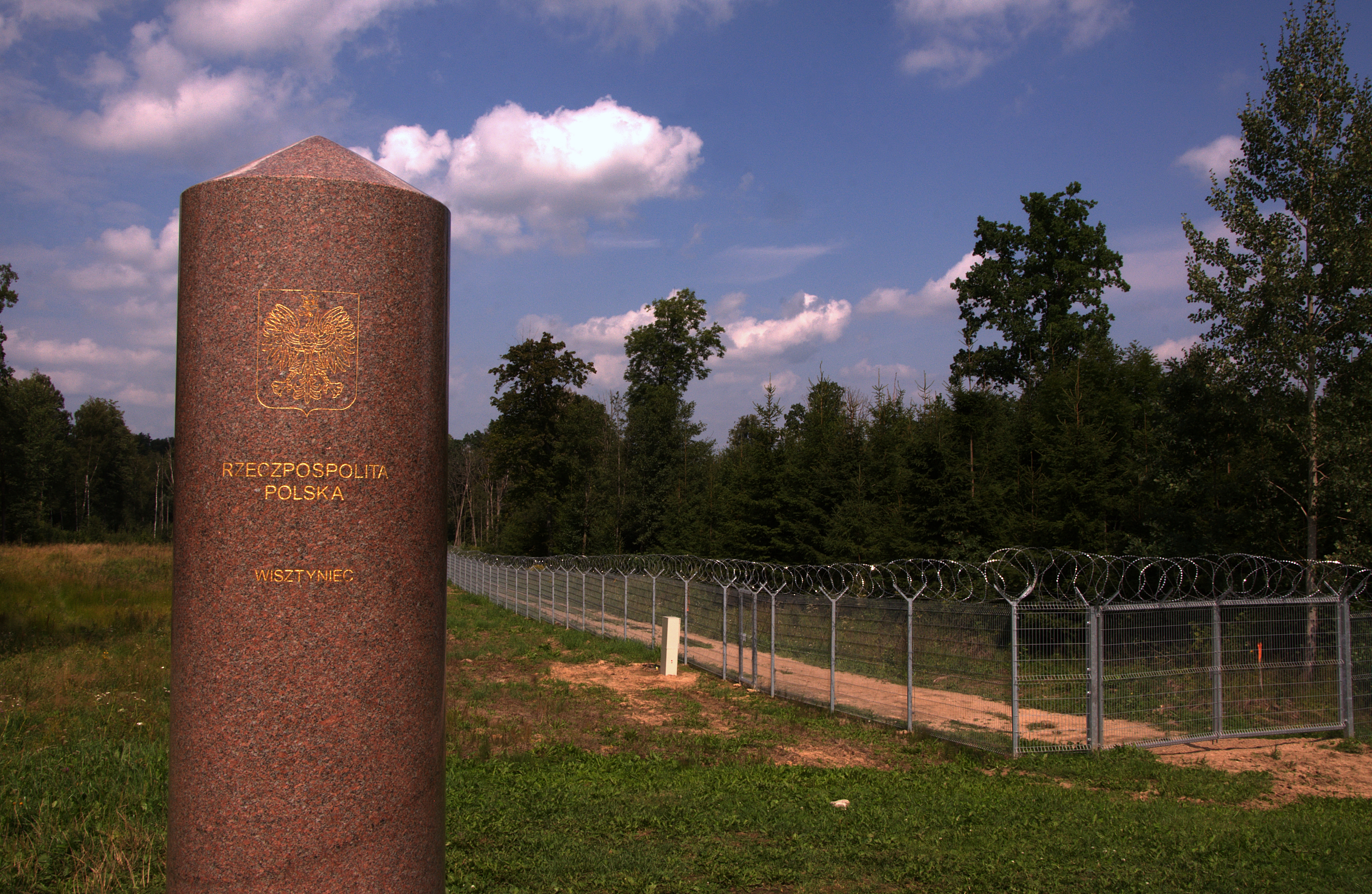
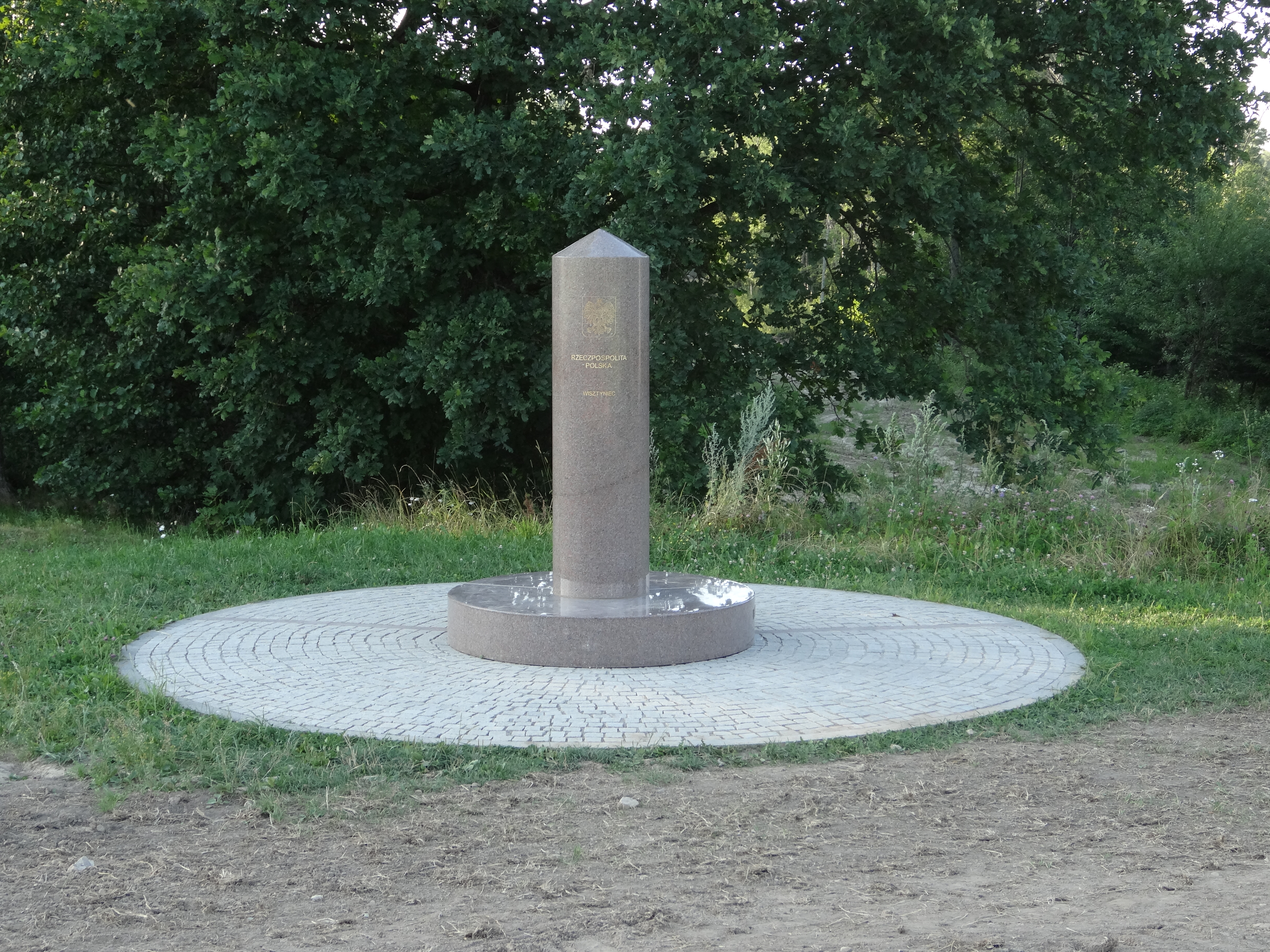
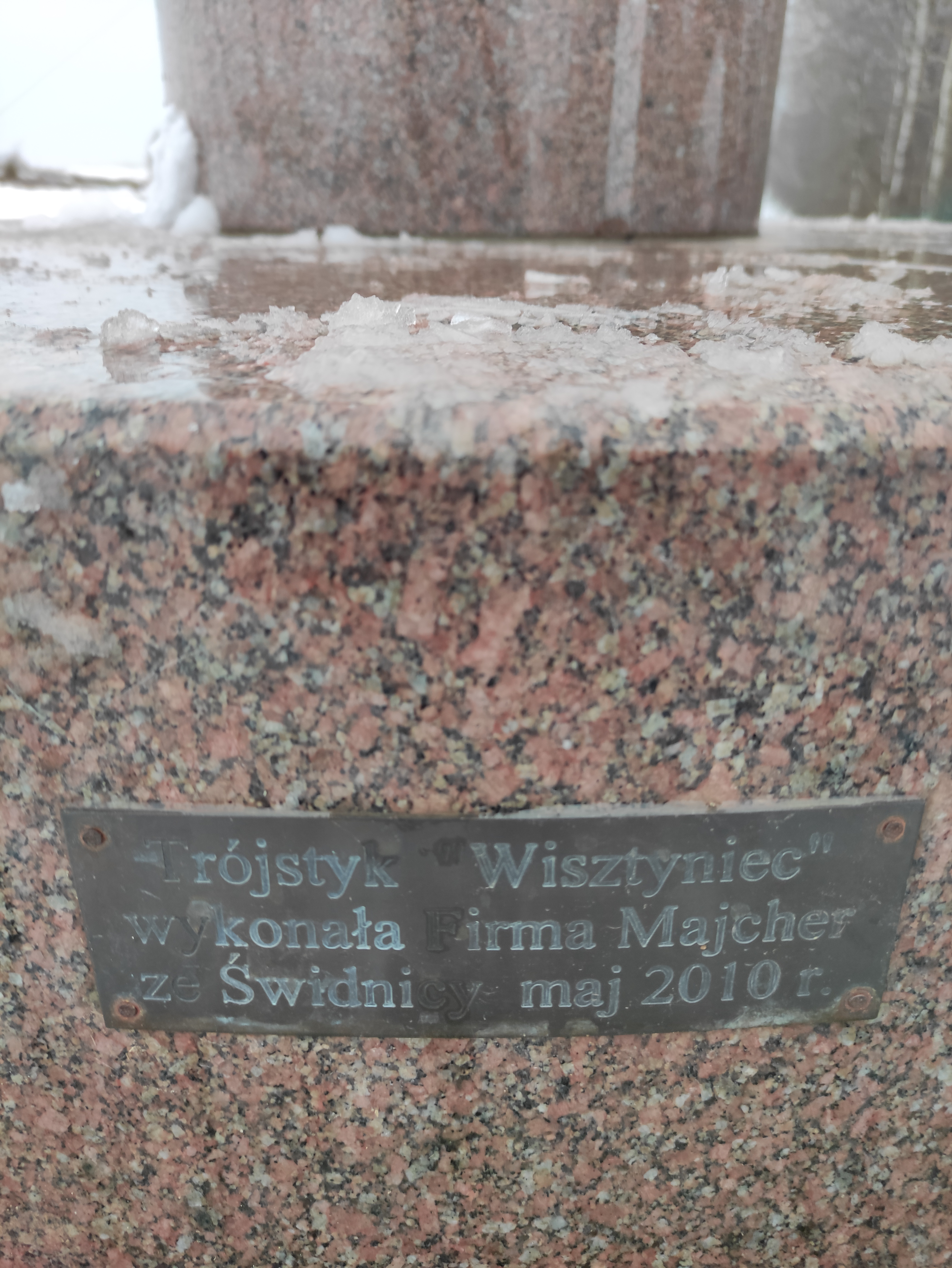
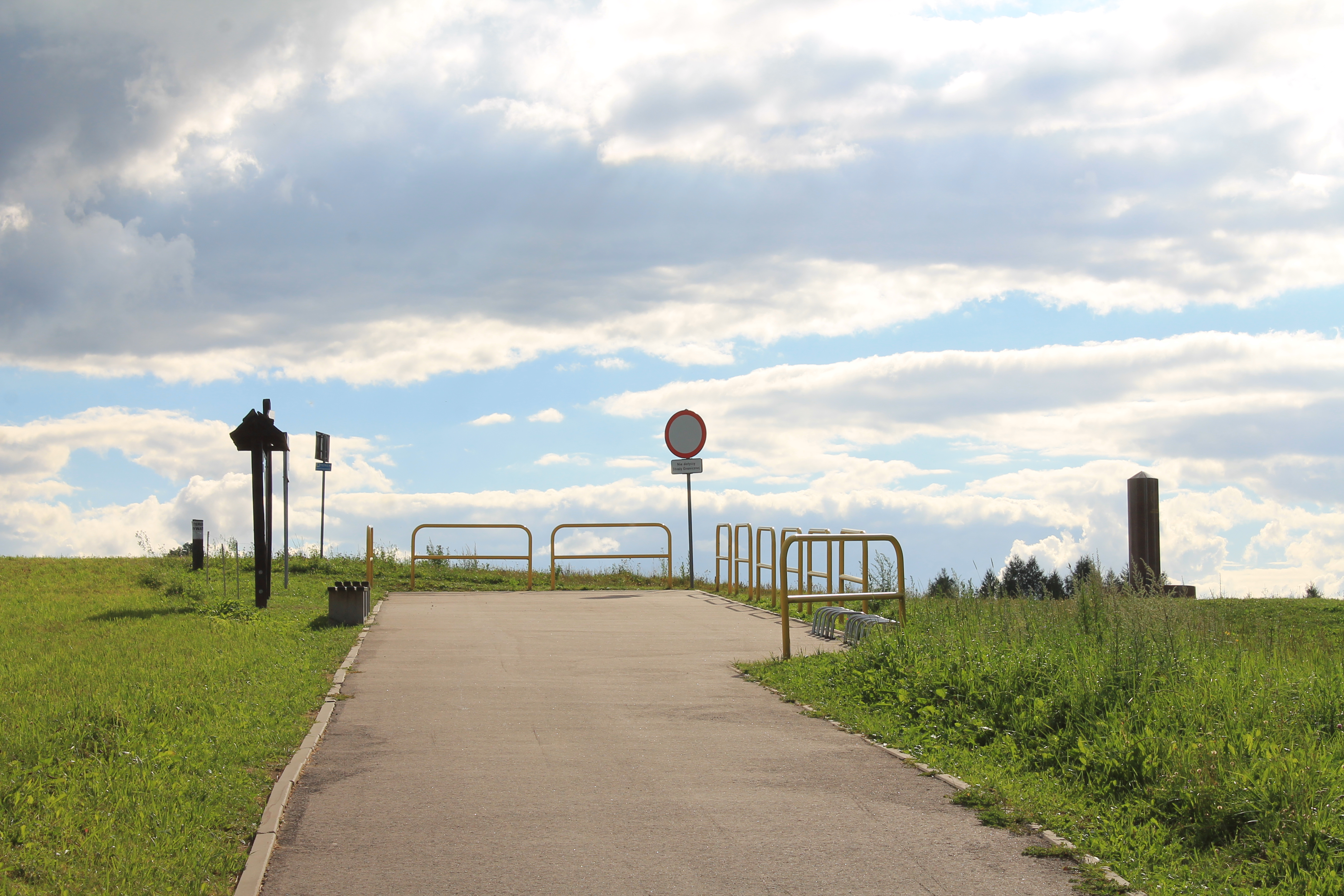
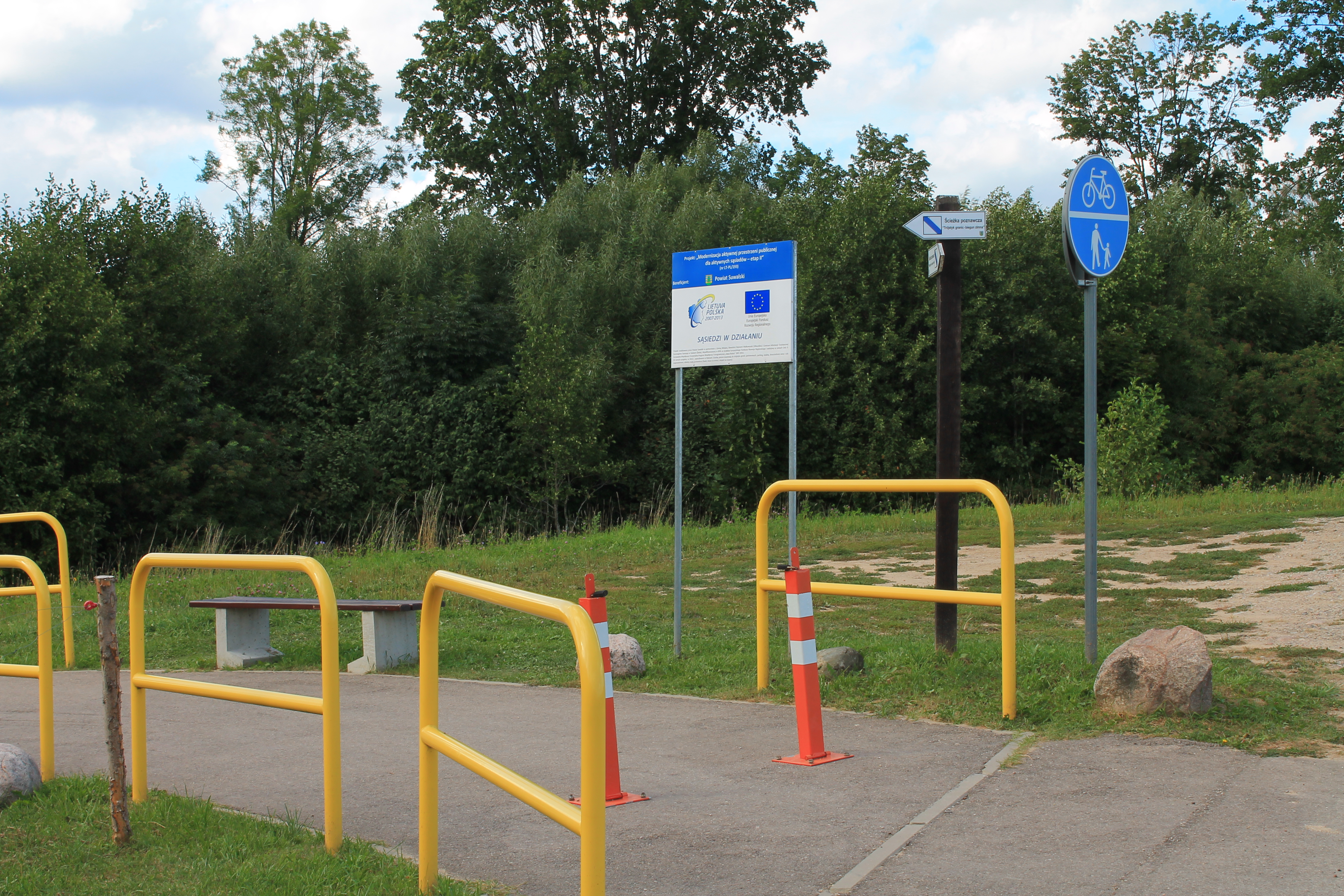
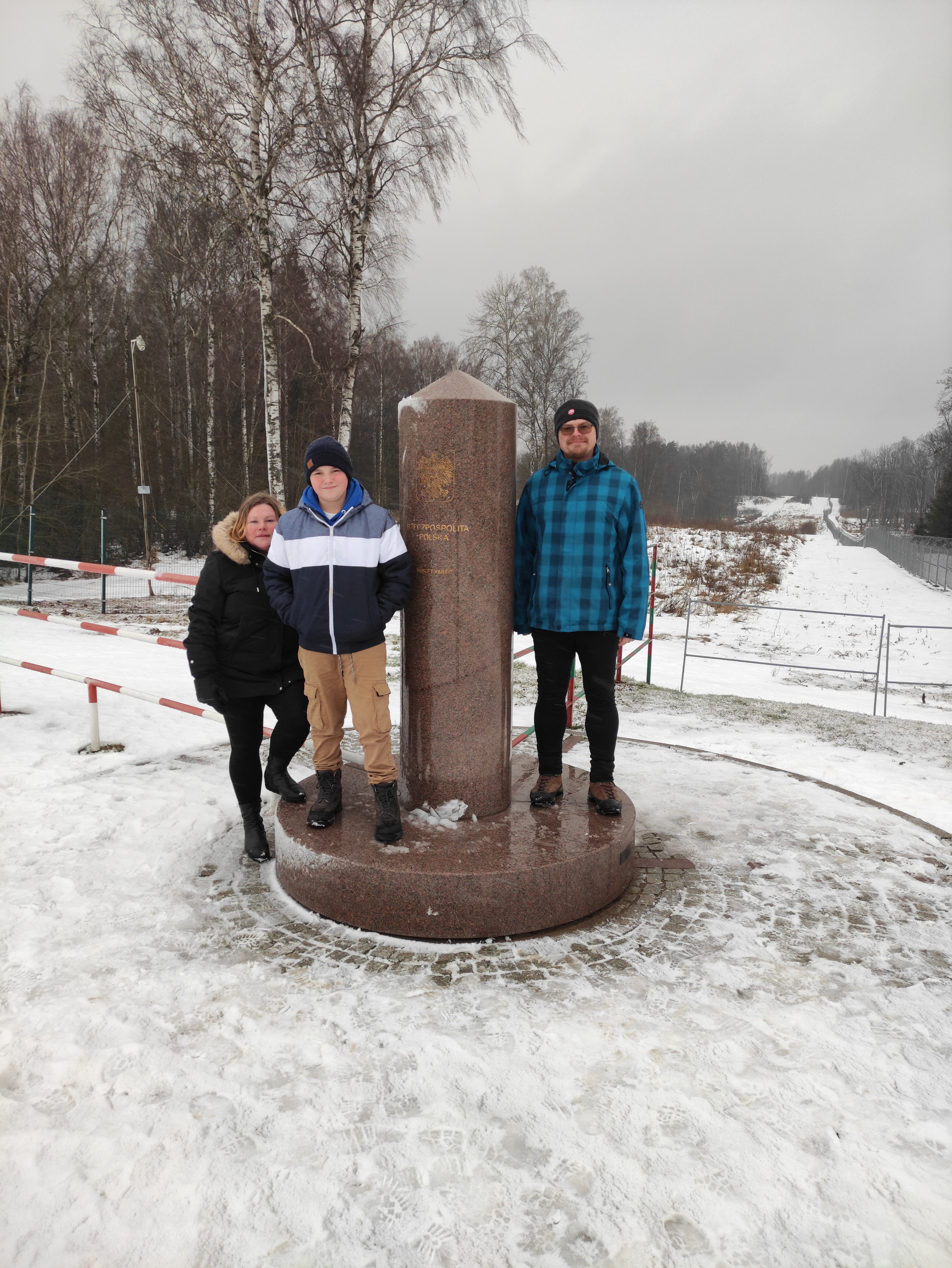

## Další informace
Na soklu obelisku je polský nápis:
| „ | "Tŕójstyk Wisztyniec" Wykonała Firma Majcher ze Świdnicy maj 2010 r. | “ |